# Semidalis normani
Semidalis normani är en insektsart som beskrevs av Meinander in Meinander och Penny 1982. Semidalis normani ingår i släktet Semidalis och familjen vaxsländor. Inga underarter finns listade i Catalogue of Life.